# Anaconda (film)
Anaconda is een Amerikaanse horrorfilm uit 1997 van Luis Llosa. De hoofdrollen worden vertolkt door Jennifer Lopez, Ice Cube en Jon Voight.
De film bracht $65.557.989 op in de Verenigde Staten en er kwamen nog drie opvolgers, Anacondas: The Hunt for the Blood Orchid, Anaconda 3: Offspring en Anaconda 4: Trail of Blood.

## Verhaal
Anaconda gaat over een filmploeg van National Geographic die gestrikt wordt door een jager die de grootste anaconda ter wereld achternazit in de afgelegen jungle.
Gedurende de opnames van een documentaire over een in het ongerede geraakte Indianenstam in het Amazoneregenwoud, ontmoeten regisseur Terri Flores (Lopez) en haar filmcrew, cameraman Danny Rich (Ice Cube) en professor Steven Cale (Stoltz), de verdwaalde slangenjager Paul Sarone (Voight). Ze redden hem van een zinkende boot, omdat ze geloven dat hij hen kan helpen de verloren stam te vinden waarnaar ze op zoek zijn. Omdat Sarone zich vreemd gedraagt krijgen ze echter argwaan. Als professor Cale gestoken wordt door een giftig insect waardoor hij bewusteloos raakt, neemt Sarone de leiding over van het schip en daarmee de filmploeg. Zij worden gedwongen hem te helpen zijn echte doel te bereiken: het opsporen en gevangennemen van een legendarische Anaconda die hij op het spoor was.

## Rolverdeling
| Acteur              | Personage        | Opmerkingen  |
| ------------------- | ---------------- | ------------ |
| Jennifer Lopez      | Terri Flores     | Regisseur    |
| Ice Cube            | Danny Rich       | Cameraman    |
| Jon Voight          | Paul Sarone      | Slangenjager |
| Eric Stoltz         | Dr. Steven Cale  | Antropoloog  |
| Jonathan Hyde       | Warren Westridge | Presentator  |
| Owen Wilson         | Gary Dixon       |              |
| Kari Wuhrer         | Denise Kalberg   |              |
| Vincent Castellanos | Mateo            |              |
| Danny Trejo         | Stroper          |              |
| Frank Welker        | Anaconda         | stemrol      |

## Citaten
- Terri Flores: Snakes don't eat people.

Paul Sarone: Oh, they don't? [wijzend op een schram in z'n nek]
- Paul Sarone: Never look into the eyes of someone you kill, they will haunt you forever. I know.
- Warren Westridge: I had rather hoped that I had done my bit.
- Warren Westridge: Asshole in one.
- Gary: Is it just me or does the jungle make you really, really horny?
- Warren Westridge: The last time I was in water like this I had to stay up all night picking leeches off of my scrotum.
- Paul Sarone: This river can kill you, in a thousand ways.
- Gary: There's something down there.

Paul Sarone: I know.
Gary: No, I really MEAN it.
Paul Sarone: I really mean it, too.
- Paul Sarone: Eet wraps eetz COILS around yooo... .TIGHTAH zan anny luvvah.
- Danny: Hold on I think I can blow it up.
- Danny: That's it, man. I'm getting the hell back to L.A...
- [Sarone die een 10 meter lange slangenhuid uit de war haalt...]

Danny: What's this?
Paul Sarone: Anaconda skin.
Danny: There's snakes out there this big?
Paul Sarone: This skin is three or four years old, whatever shed it has grown since then.
- Paul Sarone: [terwijl hij wit stof toont] See this? Human bones. That's how it comes out. Ashes to ashes.
- Paul Sarone: [oog in oog met de anaconda] Buenos noches, beautiful.
- [gedurende het onderzoeken van een scheepswrak]

Danny: It's kind of spooky in here.
Paul Sarone: You think so?
- Gary: You don't know shit about the shit we're in out here!
- Terri Flores: This film was supposed to be my big break, and it turned out to be a big disaster!

## Achtergrond

### Filmlocaties
Deze film is grotendeels opgenomen in het Amazoneregenwoud en verschillende locaties in de Verenigde Staten.

### Afwijkingen van de echte slang
Het gedrag van de anaconda in de film bevat volgens critici veel fouten waarmee de film aan geloofwaardigheid verliest. Enkele voorbeelden zijn:
- Voortbewegingssnelheid; alhoewel anaconda's groot zijn, bewegen deze slangen zich (zeker op land) veel langzamer dan een rennend persoon.
- Voortplantingsgedrag
- Jagen en eetgedrag van prooien door anaconda's
- Grootte pasgeboren anaconda; getoond worden slangetjes van maximaal 30 centimeter lang terwijl in werkelijkheid de lengte bij de geboorte reeds minstens 60 centimeter is.
- Anaconda's zullen als goede zwemmers bij gevaar eerder vluchten dan gedood worden.

Een voorbeeld waarin de geloofwaardigheid van de film juist wordt bevestigd is:
- Het doorgroeien van anaconda's tot de dood aan toe.

## Prijzen en nominaties
- 1998 Alma Awards
 Gewonnen: Outstanding Actress in a Feature Film (Jennifer Lopez)
- 1998 Saturn Awards
 Genomineerd: Best Actress (Jennifer Lopez) 
 Genomineerd: Best Horror Film
- 1998 BMI Film Music Award
 Gewonnen: Randy Edelman
- 1998 Blockbuster Entertainment Award
 Genomineerd: Favorite Actress - Action/Adventure (Jennifer Lopez)
- 1998 Imagen Award
 Genomineerd: Best Motion Picture
- 1998 Razzie Award
 Genomineerd: Worst Actor (Jon Voight)
 Genomineerd: Worst Director (Luis Llosa)
 Genomineerd: Worst New Star (The Animatronic Anaconda)
 Genomineerd: Worst Picture (Verna Harrah)
 Genomineerd: Worst Picture (Leonard Rabinowitz)
 Genomineerd: Worst Picture (Carole Little)
 Genomineerd: Worst Screen Couple (Jon Voight & Animatronic Anaconda)
 Genomineerd: Worst Screen Play (Hans Bauer)
 Genomineerd: Worst Screen Play (Jim Cash)
 Genomineerd: Worst Screen Play (Jack Epps Jr.)
- 1998 WAC
 Gewonnen: Best 3-D Character/Creature Animation by a Professional (John Nelson)

## Trivia
- De opnames in het Amazoneregenwoud werden enkele keren verstoord vanwege grote angst voor slangen van een aantal crewleden.
- Aan het slot van de scène bij de watervallen, wanneer de boot daar wegvaart, is te zien dat het water omhoog stroomt.
- Gedurende de opname van een van de scènes werd de controle over de animatronic anaconda volledig verloren; een klein deel van deze opnames is in de film terug te zien.
- Het personage Terri Flores, gespeeld door Jennifer Lopez, heette aanvankelijk Terri Porter.
- In de bioscooptrailer ontbreekt de slang nog in de scène waar Gary gegrepen wordt. De slang is later pas toegevoegd.